# Chaetodon sedentarius
Chaetodon sedentarius är en fiskart som beskrevs av Poey, 1860. Chaetodon sedentarius ingår i släktet Chaetodon och familjen Chaetodontidae. IUCN kategoriserar arten globalt som livskraftig. Inga underarter finns listade i Catalogue of Life.